# Anoplodactylus guachaquitae
Anoplodactylus guachaquitae is een zeespin uit de familie Phoxichilidiidae. De soort behoort tot het geslacht Anoplodactylus. Anoplodactylus guachaquitae werd in 2009 voor het eerst wetenschappelijk beschreven door Müller & Krapp. 